# My Little Pony: Twilight Sparkle, Teacher for a Day
My Little Pony: Twilight Sparkle, Teacher for a Day es un videojuego de puzle e historieta de aplicación desarrollado por Ruckus Media Group y publicado por Hasbro, inspirado en la serie animada  My Little Pony: La Magia de la Amistad. Fue lanzado para la App Store el 22 de septiembre de 2011.